# Sossusvlei

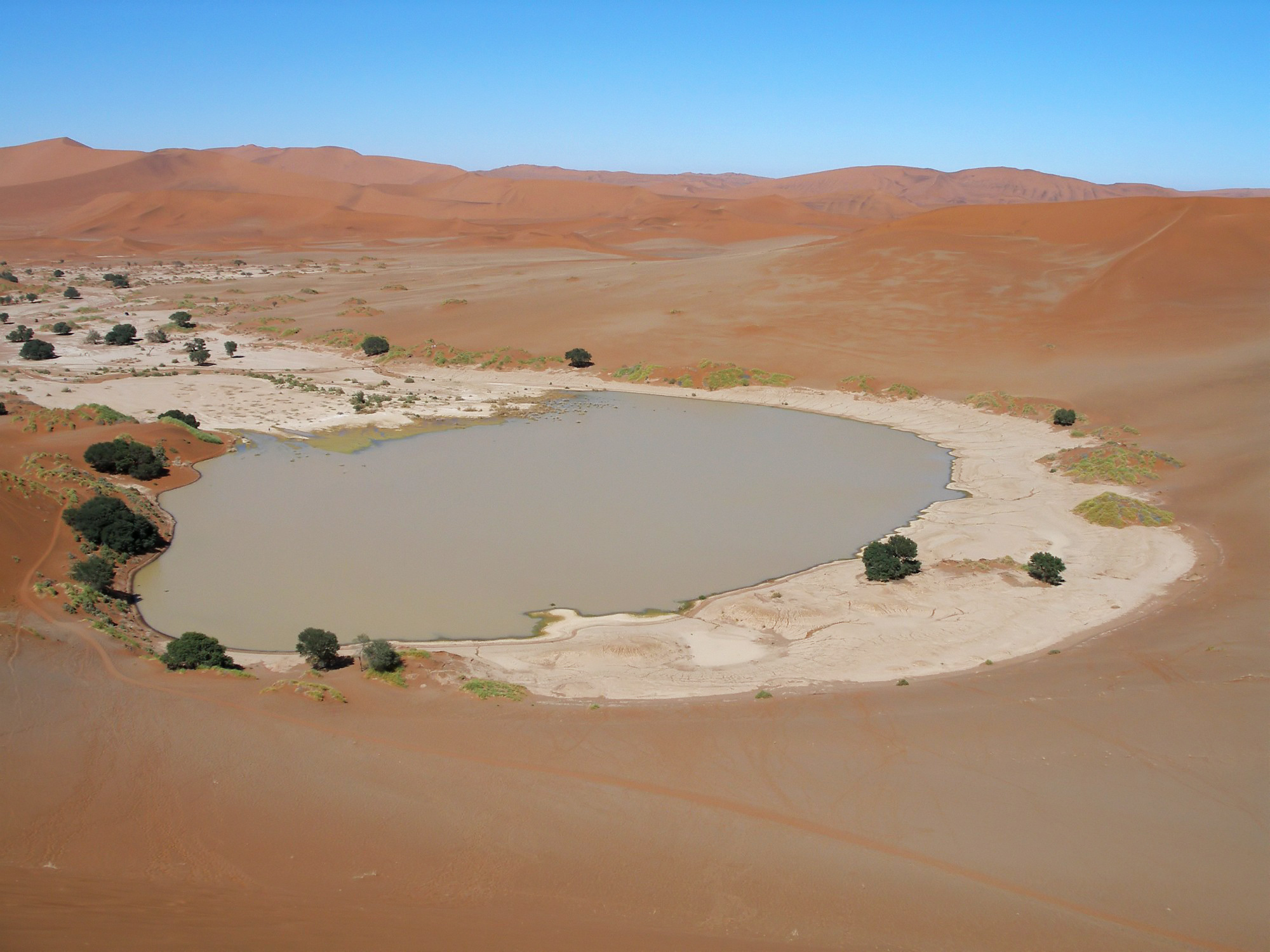
Das Sossusvlei nach Zufluss (2006)

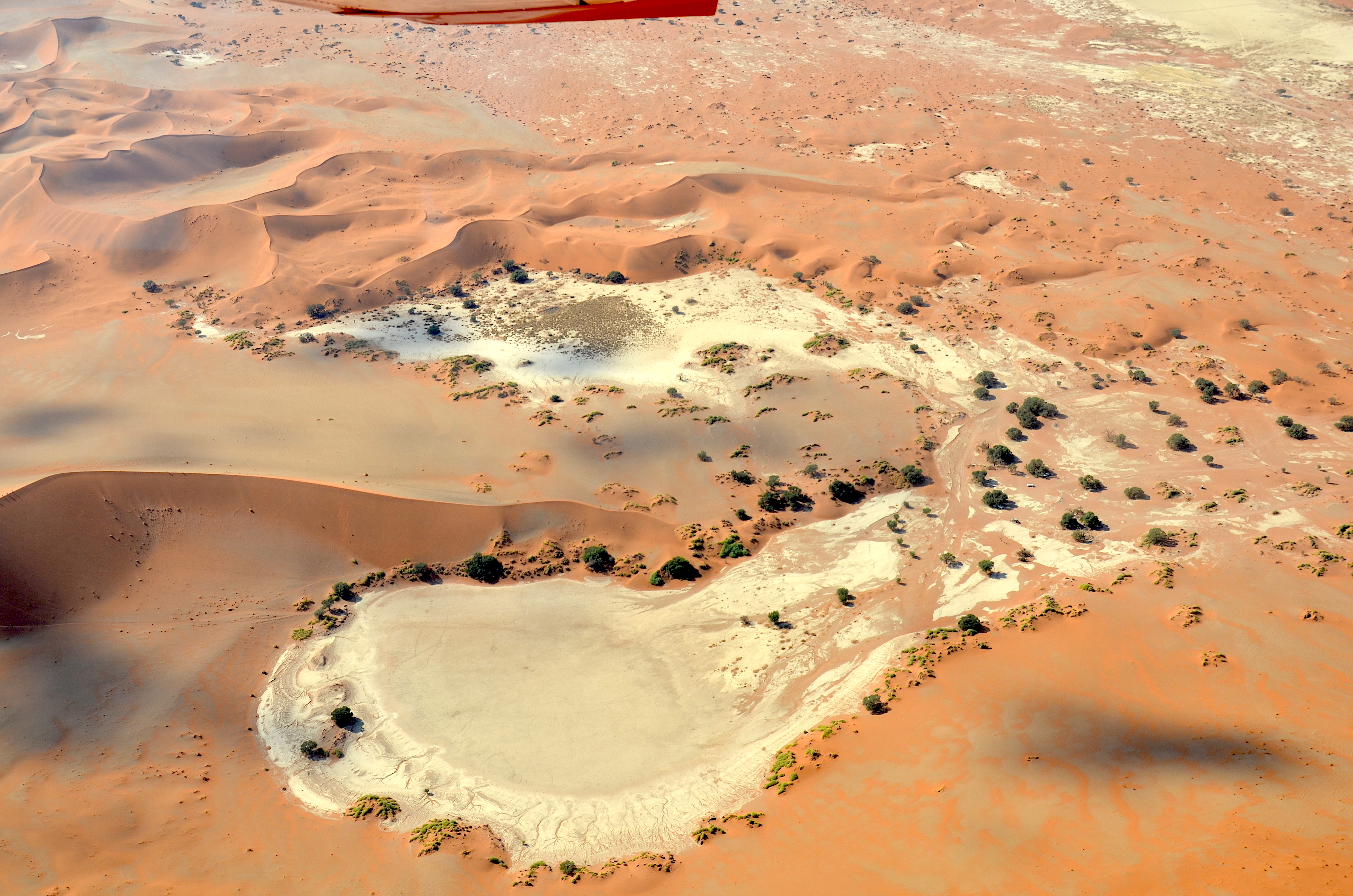
Sossusvlei aus der Vogelperspektive im Normalzustand ohne Wasser (2017)

Das Sossusvlei (anhörenⓘ), auch Sossus Vlei, liegt in Namibia und ist eine von Sanddünen umschlossene beige Salz-Ton-Pfanne („Vlei“) in der Namib, die nur in seltenen guten Regenjahren Wasser führt. Dann bildet sich für kurze Zeit ein wenige Zentimeter bis mehrere Meter tiefer See im Vlei am Ende des Flusses Tsauchab. Sossus bedeutet „blinder Fluss“ in Nama, der Sprache der Nama. „Blind“ bezieht sich darauf, dass der nach ergiebigen Regenfällen aus einer Gebirgsregion im Landesinneren kommende, in Richtung des Atlantiks fließende Fluss Tsauchab beim Sossusvlei in den Sanddünen der Namib-Küstenwüste endet bzw. versandet – etwa 50 km vom Meer entfernt. Das Gebiet ist Teil des Namib-Naukluft-Nationalparks.
Das Sossusvlei ist seit 21. Juni 2013 Teil des UNESCO-Welterbes des Namib-Sandmeeres. Im allgemeinen Verständnis wird auch das gesamte Gebiet, inklusive der umliegenden Dünenlandschaften und Vleis, als Sossusvlei bezeichnet. Es ist eines der drei Gebiete des Namib-Naukluft-Parks (neben den Naukluftbergen und der Namib).
Die umgebenden orangefarbenen Dünen zählen mit über 380 Meter Höhenunterschied gegenüber der Pfanne zu den höchsten der Welt. Die höchste unter ihnen ist Big Daddy, die auch Crazy Dune genannt wird. Die orange Farbe des Sandes wird durch Eisenoxid hervorgerufen, schwarze Bereiche der Dünen bestehen aus Magnetit.

## Entstehung
Entstanden ist das Vlei durch Versanden des Tsauchab, der ursprünglich wahrscheinlich bis in den Atlantik floss. Die daneben liegenden und jeweils durch eine Düne vom Wasser abgeschnittenen Deadvlei und Hiddenvlei spiegeln diese Entwicklung noch bis heute wider. Dort stehen abgestorbene Bäume, die aufgrund des trockenen Klimas nur sehr langsam verfallen. In der Nähe des Parkeingangs befindet sich der Sesriem-Canyon, der sich über einen Kilometer in den Kies gegraben hat.

## Tier und Pflanzenwelt
Trotz der extremen Lebensbedingungen gibt es im Sossusvlei viele an die Wüste angepasste Lebewesen. Neben Säugetieren wie dem Spießbock und dem Wüstengoldmull sind es u. a. auch die Anchieta-Sandeidechse, der Nebeltrinker-Käfer und die Puffotter. Besonders häufig wachsen Kameldornbäume entlang der Wasseradern, und auf den Dünen ist die in der Namib endemische Nara anzutreffen.

## Tourismus

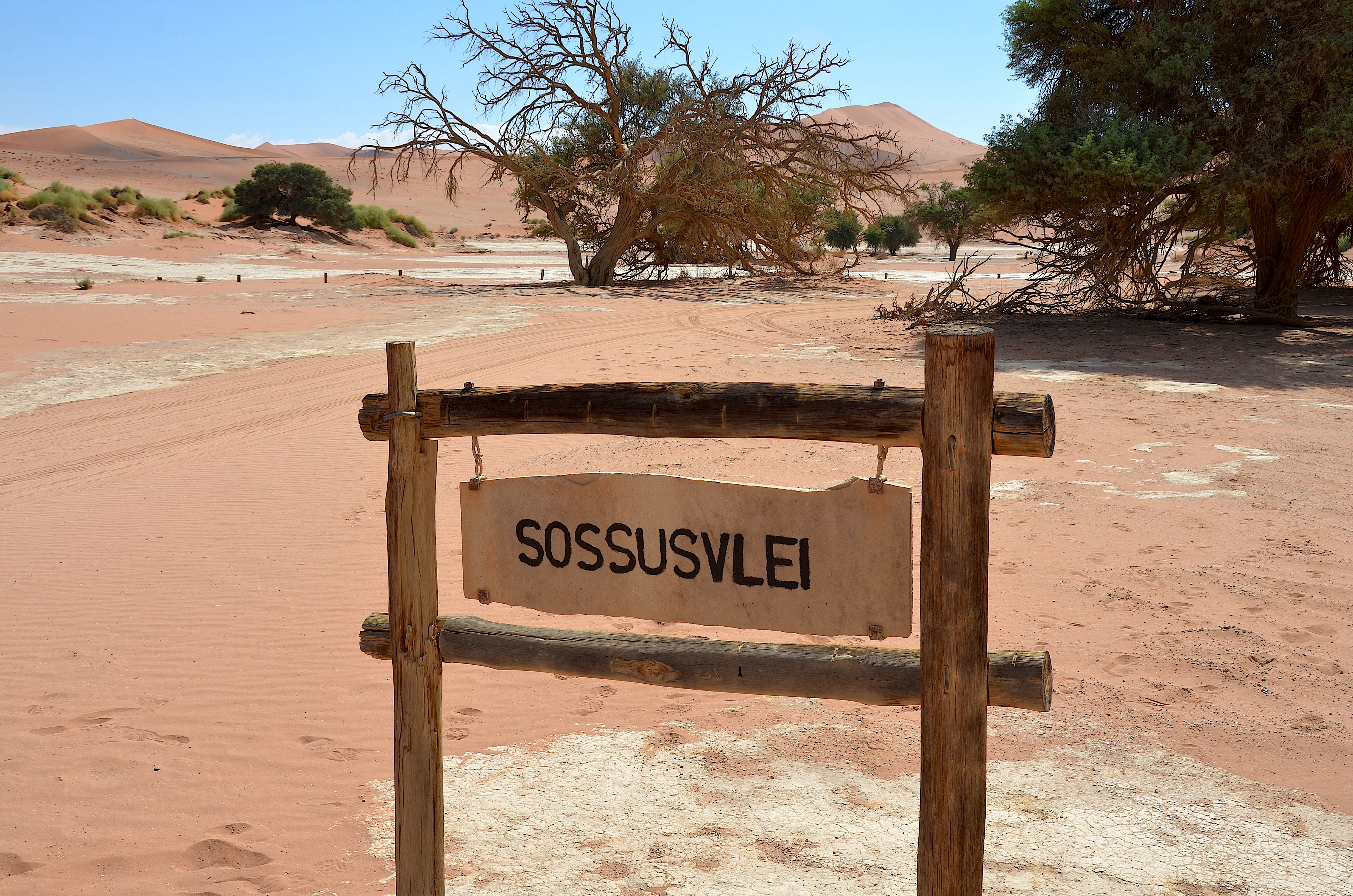
Schild wenige Meter vor dem eigentlichen Sossusvlei

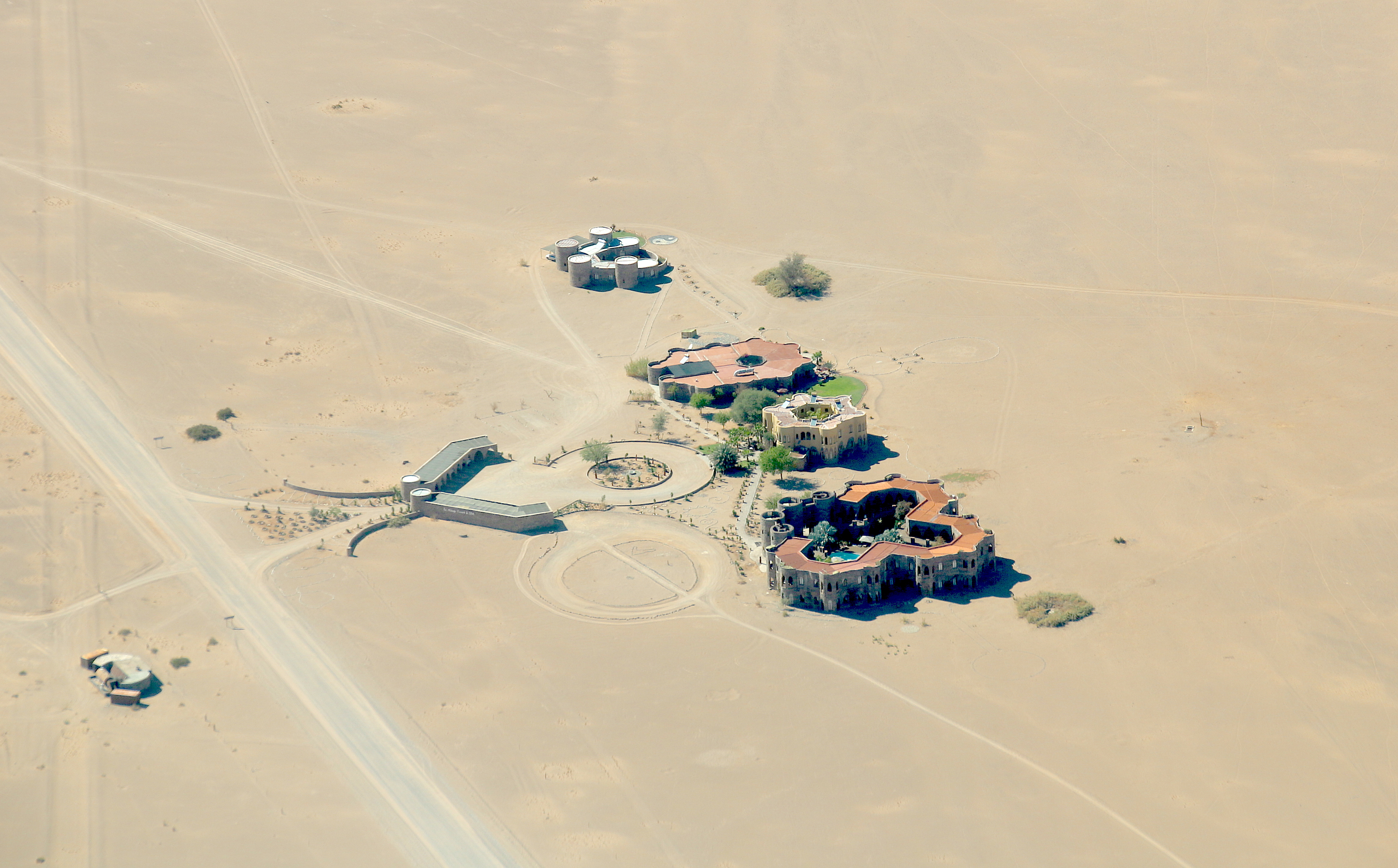
Le Mirage, eine der vielen Lodges beim Sossusvlei

Zu den besonderen touristischen Attraktionen zählen neben den Dünen das Hiddenvlei am Ende der Straße und das Deadvlei am Ende des Sossusvlei.
Vom Parkeingang des Namib-Naukluft-Nationalparks bei Sesriem führt zunächst eine etwa 65 Kilometer lange, von Dünen gesäumte Asphaltstraße in Richtung Sossusvlei, die von der Hauptstraße C27 abzweigt. Die Straße ist 2006 erneuert worden und befindet sich in einem sehr guten Zustand. Die letzten fünf Kilometer können nur zu Fuß oder mit Allradfahrzeugen zurückgelegt werden.
In den Sommermonaten ist es dort extrem heiß, doch auch die Wintermonate sind von warmen Temperaturen gekennzeichnet.
Die staatliche Unterkunft von Namibia Wildlife Resorts bietet die Möglichkeit, vor Sonnenauf- und nach Sonnenuntergang ins Sossusvlei zu fahren; allen anderen Besuchern ist der Zutritt nur zwischen Sonnenauf- und -untergang erlaubt.
Einige Reiseveranstalter bieten auch Flüge über die Dünenlandschaft an, entweder mit kleinen Flugzeugen oder Heißluftballons. Die Flugzeuge starten meist in Swakopmund oder Walvis Bay, die Heißluftballons am frühen Morgen in Sesriem.

## Galerie

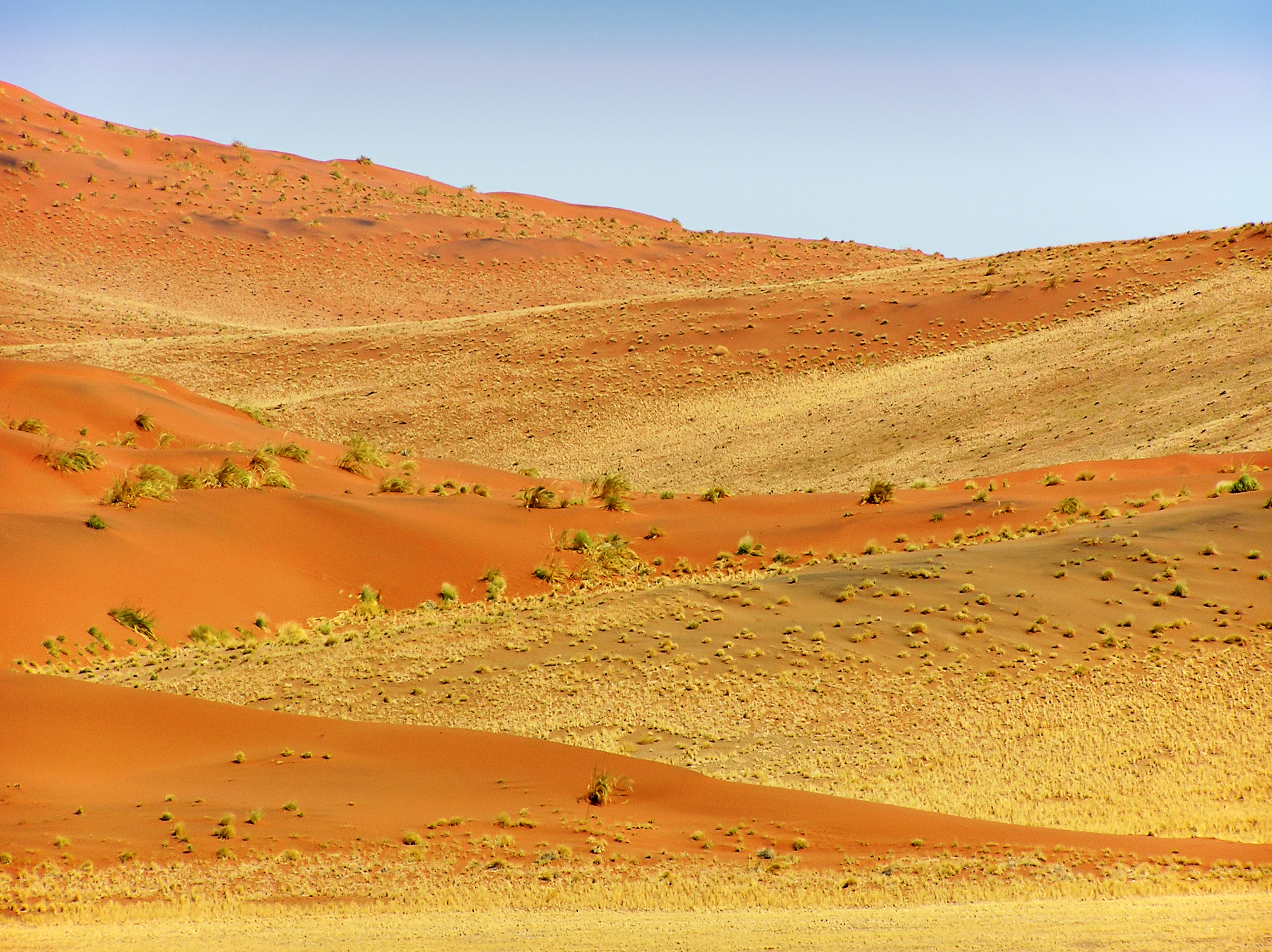
Dünen am Sossusvlei
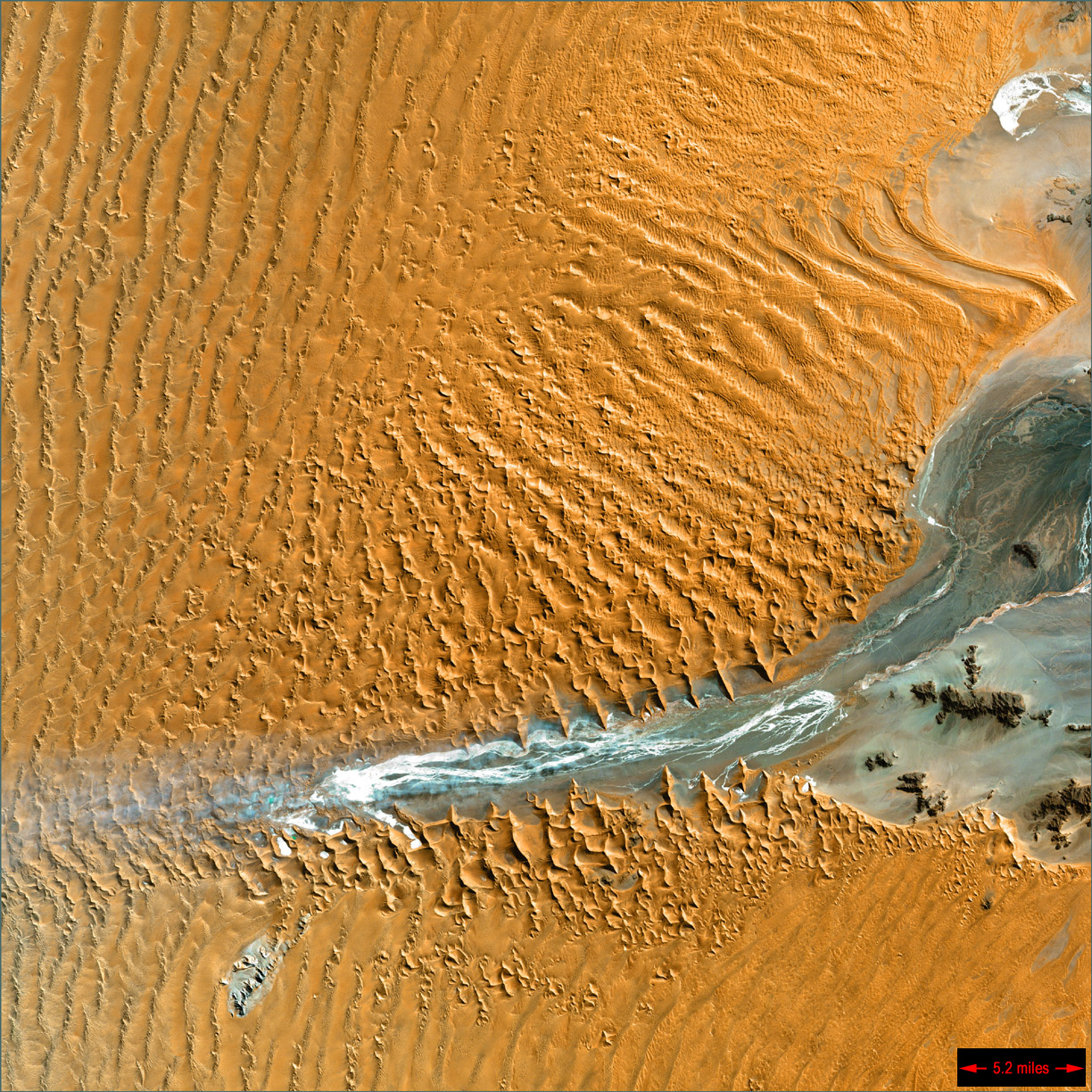
Sossusvlei aus dem All
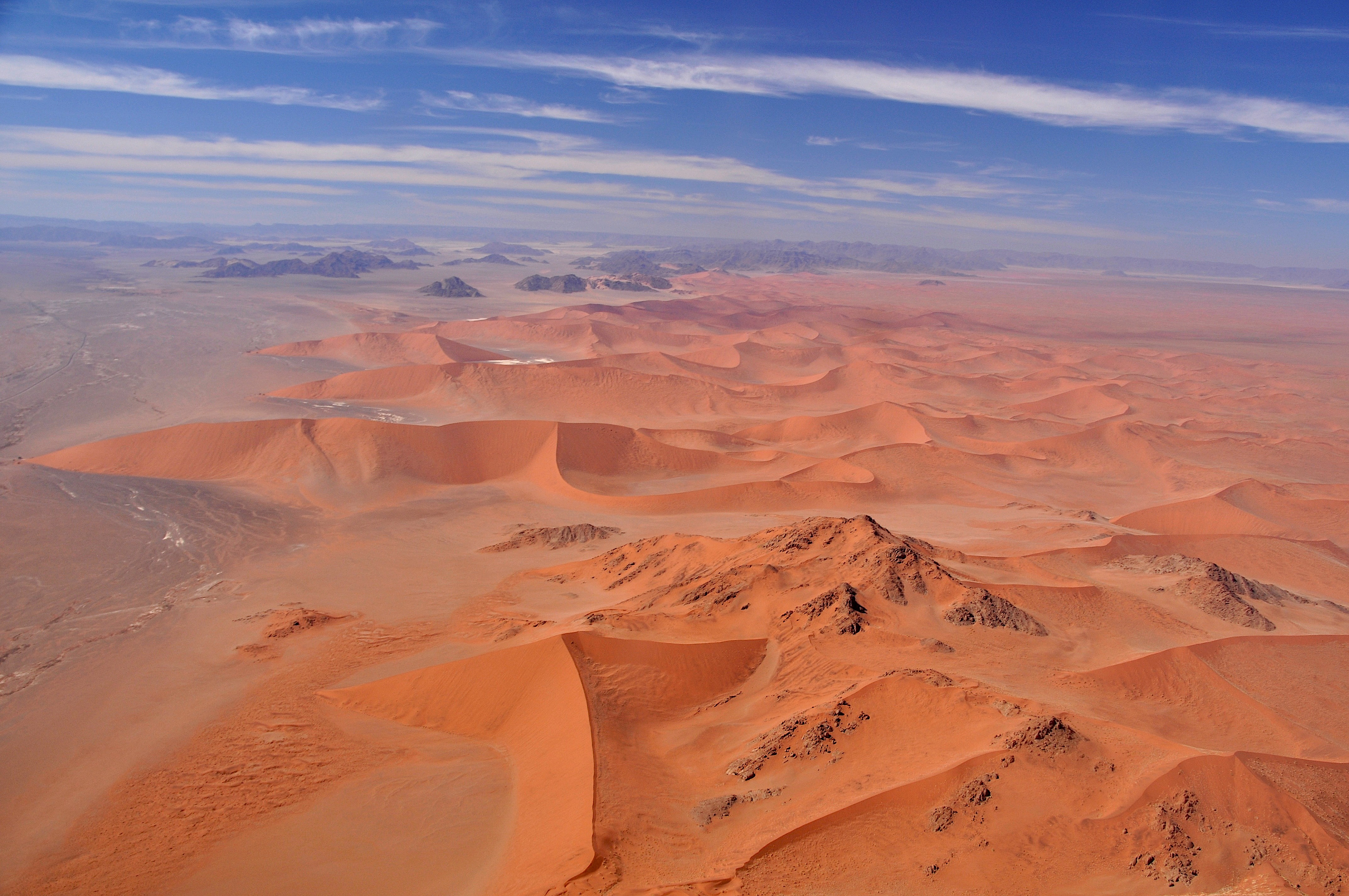
Luftbild des Sossusvlei
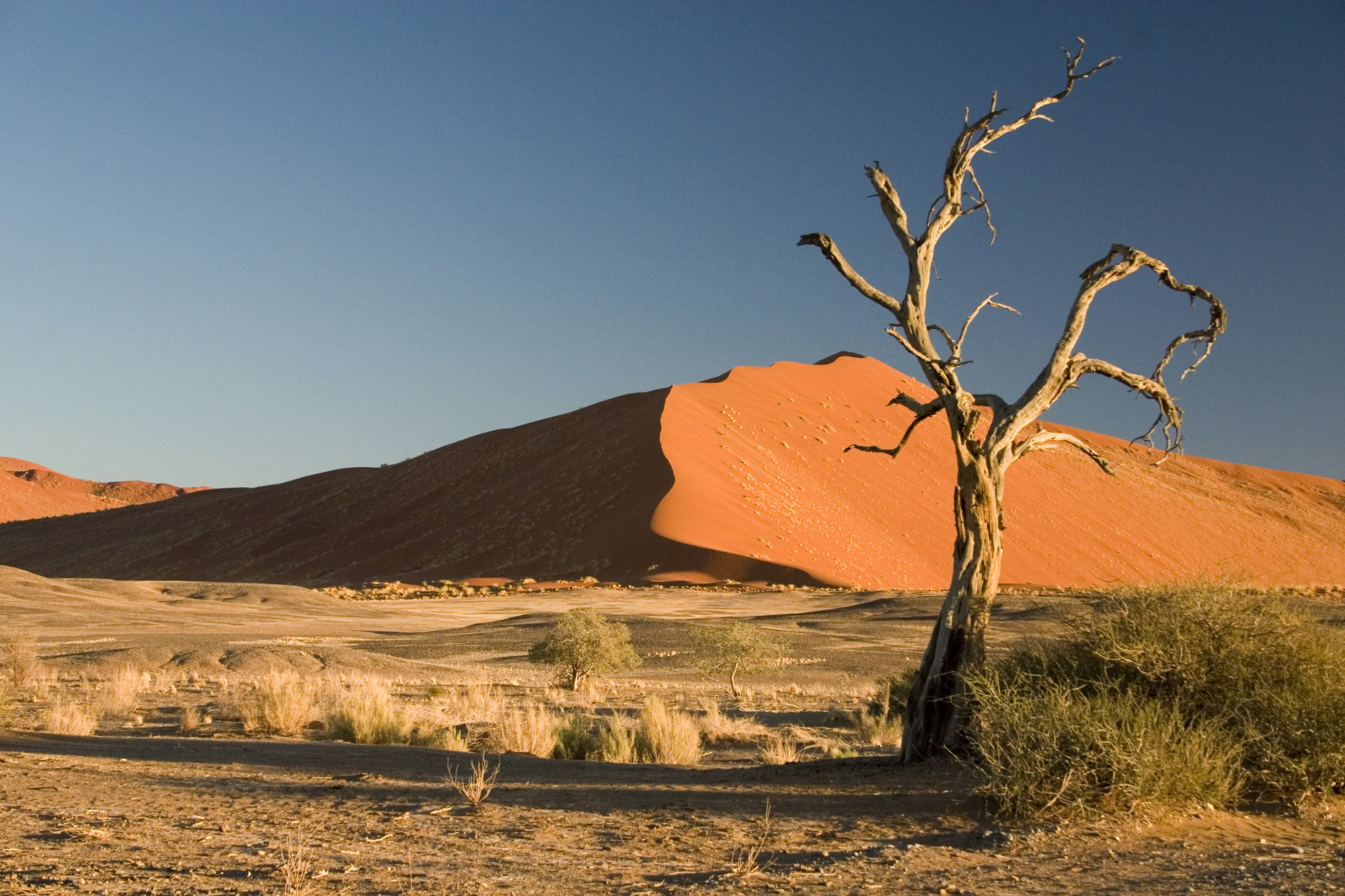
Kameldornbaum im Sossusvlei